# Carlo Maria Cipolla
 (novembre 2021).
Si vous disposez d'ouvrages ou d'articles de référence ou si vous connaissez des sites web de qualité traitant du thème abordé ici, merci de compléter l'article en donnant les références utiles à sa vérifiabilité et en les liant à la section « Notes et références ».
Carlo Maria Cipolla (né le 15 aout 1922 à Pavie (Italie) et mort le 15 septembre 2000 dans la même ville) est un historien de l'économie italien. 

## Biographie
Souhaitant enseigner l’histoire et la philosophie au lycée, il s'inscrit à la faculté de science politique de l’université de Pavie, où il découvre l’histoire économique grâce à Franco Borlandi (spécialiste d’histoire économique médiévale). Il étudiera par la suite à la Sorbonne et à la London School of Economics (LSE).
Il reçoit sa première chaire d’histoire économique à l'université de Catane à 27 ans, première étape d’une longue carrière universitaire en Italie (à Venise, Turin, Pavie, Pise (École normale supérieure et Fiesole) et à l’étranger. 
En 1953, Cipolla se rend aux États-Unis comme Fulbright fellow, et en 1957 il sera visiting professor à l’université de Californie à Berkeley, avant d’être élu full professor 2 ans plus tard. Cipolla était également membre de plusieurs académies.

## Distinctions
- Prix Balzan en 1995 avec cette motivation :

« Carlo Maria Cipolla est considéré par ses pairs comme le prince de l’histoire économique et son représentant le plus innovateur; grâce à sa curiosité intellectuelle, maîtrisée par une grande rigueur de pensée et de méthode, et en s’appuyant sur la recherche méticuleuse des sources, il a su combiner l’approche macro-historique avec des études microhistoriques, dans des œuvres d’une grande originalité et solidité, qui embrassent les domaines économiques et culturels les plus divers. »

## Œuvre
Lorsque Cipolla s’attaque à l’histoire économique, celle-ci est en Italie essentiellement descriptive, loin de toute ambition analytique. Il comprend alors que derrière les fluctuations des monnaies et les mutations économiques se cachent des hommes, guidés par leurs mentalités toutes aussi fluctuantes, mais aussi que sans ces outils de théorie économique, les évènements du passé restent souvent muets et inexpressifs. 
L’histoire économique le conduit à aborder l’histoire de la population : dans The Economic History of World Population (1962), il raconte l’édification de la civilisation moderne en partant du rapport entre le nombre d’hommes et la disponibilité de l’énergie, ce qui lui vaut une renommée internationale. Il est traduit en anglais, portugais, espagnol, français, polonais, danois et néerlandais avant d’être publié en italien.
Il s’intéresse ensuite à l’impact de la technique sur l’histoire économique, mais surtout sur l’histoire des mentalités avec Guns, Sails and Empires (1965) et Clocks and Culture (1967). Sa formule consiste en une thèse simple qu’il expose dans des termes clairs, loin des « explications totales » : elle servira de base à l’historiographie explorant la confrontation entre la culture occidentale et le monde colonial.
Cipolla est également parmi les premiers à chercher les liens entre alphabétisation et développement économique dans Instruction et développement (1969). Il souligne le rôle moteur du Protestantisme, mais aussi la nécessité d’une alphabétisation des artisans (moteurs du progrès scientifique) plutôt que des « col blancs » improductifs. 
L’Italie entre 1200 et 1500, où l’excellence commerciale, financière et industrielle se traduisait en suprématie artistique, scientifique et technologique qui entraînait à son tour de nouveaux gains de productivité et de richesses, constitue le socle de son œuvre finalement synthétisée dans L’histoire économique de l’Europe pré-industrielle (1974). Il y replace l’ascension, l’apogée et le déclin de cette Italie renaissante dans un contexte méditerranéen et européen pour expliquer la domination européenne des XVIIIe et XIXe siècles.
Cipolla est l’un des premiers à étudier les épidémies et leurs conséquences socio-économiques (au-delà de la santé publique) à partir notamment des documents de la magistrature florentine pour la santé : I pidocchi e il granduca (1979), Contro un nemico invisibile (1986), Miasmi e umori (1989), Il burocrate e il marinaio (1992), La sanità toscana e le tribolazioni degli inglesi nel XVII secolo (1992). Il élargit ainsi l’histoire médicale à l’histoire sociale tout entière, ce qui lui vaudra plusieurs titres de docteur honoris causa en médecine.
Il expose sa méthodologie de l’histoire de l’économie dans L’introduction à l’étude de la science économique (1988), où il rappelle la variété des sources et la nécessité de faire « parler les chiffres » à travers son propre parcours universitaire.
 
C’est ce style narratif, presque sur le ton de la conversation qui lui permet de traduire des problèmes techniques et statistiques en discours argumenté persuasif. Celui-ci doit beaucoup à son humour, ce « devoir social » avec lequel il s’épanouit dans le recueil Allegro ma non troppo (it), essai satirique publié en 1988 et cas exceptionnel de « best-seller » écrit par un historien. L'ouvrage contient notamment Le leggi fondamentali della stupidità umana (les lois fondamentale de la stupidité humaine), initialement écrit en anglais (the basic laws of human stupidity) pour des amis en 1976, ensuite réédité de façon séparé.
Dans son œuvre, le regard de l’économiste rencontre celui de l’historien de l’école française, attentif aux détails quotidiens, le tout sur ton ironique et lucide. Joignant la « grande Histoire » (macrohistoire) et les destinées individuelles (microhistoires) pour expliquer les mutations technologiques, sociales et culturelles, il s’inscrit par là dans la lignée de son professeur de la Sorbonne, Fernand Braudel, qui le considérait  comme un de ses meilleurs élèves.